# Дорога звёзд
«Дорога звёзд» (также «Спутник»; англ. Satellite Boy) — австралийский художественный фильм 2012 года, драма о путешествии мальчика-аборигена в город с целью предотвратить снос его жилья добывающей компанией. Фильм стал полнометражным режиссёрским дебютом коренной австралийки Катрионы МакКензи, снятым по её собственному сценарию. Одну из главных ролей исполнил Дэвид Галпилил.

## Сюжет
Двенадцатилетний Пит живёт с дедушкой в домике рядом с заброшенным кинотеатром под открытым небом где-то на пустошах Кимберли. Отца у него нет, а мать давно уехала в город, чтобы приобрести профессию. Дедушка Джагамарра, пожилой и много знающий абориген, учит внука выживать в дикой природе, но Пит мечтает о том, что когда-то вернётся мама и на территории кинотеатра они откроют ресторан. Тем временем местная добывающая компания приезжает и начинает огораживать территорию, где скоро начнётся добыча ископаемых; они утверждают, что домик и остатки кинотеатра будут снесены. Пит не хочет смириться с этим и решает ехать в офис компании: сейчас пятница, и работы должны начаться в понедельник. Дядя объясняет Питу, что за двое суток на велосипеде можно доехать до города. С Питом едет его товарищ Калмейн. 
Друзья пускаются в путь по пустынной раскалённой дороге, но через несколько часов видят полицейскую машину. У Калмейна давние проблемы с полицией, и если его увидят, то арестуют, поскольку он не должен покидать дом. Мальчики бросают велосипеды и решают идти через аутбэк, сокращая путь до города. Это путешествие становится для Пита своего рода «обходом», который должны проходить подростки-аборигены, вступающие в самостоятельную жизнь. Еда и вода у ребят быстро заканчиваются, ноги стираются, они не уверены, что идут в верном направлении. Тем не менее, знания, полученные Питом от дедушки, помогают ему, и ребята преодолевают опасный путь, достигая одинокого дома, где они крадут еду и немного вещей, а Калмейн к тому же втайне от Пита прихватывает револьвер. Вскоре мальчики оказываются в городке и находят офис компании, однако их не пускают туда. Тогда Калмейн, отвлекая охранников, достаёт револьвер, но Пит возвращается к товарищу, чтобы не случилось беды. В итоге Калмейн стреляет в воздух, ребята попадают в полицию и сюжет про них показывают в новостях. Работы вокруг автокинотеатра решено прекратить. Мать Пита приезжает за ним. Она покупает ему новую одежду и предлагает поехать вместе с ней в Перт, где у него будет всё, что он захочет. Сама же она мечтает стать косметологом (beautician). На это Пит отвечает, что у него свои мечты, и просит отвезти его к дедушке. 
На попутном грузовике Пита привозят к кинотеатру, где уже собрались местные аборигены, чтобы отпраздновать прекращение сноса. Дедушка растроган и рад возвращению внука. Пит проходит обряд инициации.

## В ролях
- Кэмерон Уоллаби — Пит
- Джозеф Педли — Калмейн
- Дэвид Галпилил — Джагамарра (Джуби), дедушка Пита
- Роханна Ангус — Линелль, мать Пита
- Дин Дэйли-Джонс — бойфренд Линелль

## Создание
По признанию режиссёра, сценарий фильма был написан в расчёте на исполнение Галпилилом главной роли: по мнению МакКензи, работать с ним — всё равно что с Робертом Де Ниро или Мэрил Стрип. Напротив, для исполнителя роли Пита Кэмерона Уоллаби эта роль стала первой, его нашли играющим на улице Фицрой-Кроссинга и предложили сыграть в фильме. Поскольку фильм снимался на территории, отнесённой к Всемирному наследию ЮНЕСКО, съёмочная группа жила в палатках, а оборудование переносили на специальных носилках.

## Награды
- 2013 — Премия Австралийской академии кинематографа и телевидения (AACTA Award) — лучший фильм; лучший звук[3]